# T.A.T.u. Remixes
t.A.T.u. Remixes ist das erste Remixalbum des ehemaligen russischen Gesang-Duos t.A.T.u. aus dem Jahre 2003. Es beinhaltet eine Fülle von Remixen zu ihren Alben 200 Po Wstretschnoi und 200 km/h in the Wrong Lane sowie mit Prostyje dwischenija einen bis dahin noch nicht auf einem Album veröffentlichten Song.
Das Remixalbum erschien in mehreren regional unterschiedlichen Versionen und war daher als Ein-CD-Format (In Asien, Russland und Europa), Doppel-CD-Format (in Russland), als Doppel-CD mit zusätzlicher DVD (Ebenfalls in Russland), sowie als Kassette (in Taiwan) erhältlich.
Auffallendes Merkmal des Albums ist die falsche Schreibweise des Bandnamens. Sowohl auf dem Albumcover als auch auf der Titelliste und im Booklet wird der letzte Buchstabe des Namens t.A.T.u. nicht spiegelverkehrt dargestellt, wie es bei anderen Veröffentlichung des Duos üblich ist.

## Entstehung
Mit der neuen Abmischung der Lieder und dem Erstellen der Remixe wurden DJs rund um den Globus beauftragt, wie etwa Sergei Galoyan, Alexei Scharkewitsch und Roman Penkow aus Russland, Pako Aiala aus Mexiko und Dave Audé, Steve Miller und Richard Morel aus den Vereinigten Staaten von Amerika.
Bei „Простые движения“ (Prostyje dwischenija – „Einfache Bewegungen“) und „Не верь, не бойся“ (Ne wer, ne boisja – „Glaube nicht, fürchte nicht“) handelt es sich nicht um Remixe, beide Lieder waren jedoch bereits zuvor veröffentlicht worden. So handelte es sich bei Ne wer, ne boisja um das Lied, mit dem t.A.T.u. beim Eurovision Song Contest 2003 in Riga den dritten Platz erreicht hatten, und Prostyje dwischenija sowie das dazugehörige Musikvideo waren schon am 30. Mai 2002 in Moskau vor breitem Publikum präsentiert worden. Beide Lieder hatten sich damals auch in den russischen Charts platziert, und jeweils Platz zwei erreichen können. Auf eine erneute Singleauskopplung der Lieder auf CD, die bisher noch nicht erfolgt war, wurde von Seiten des Plattenlabels Universal Music Russia aber verzichtet.

## Erfolg
In Russland erhielt das Remix-Album eine Goldene Schallplatte für über 150.000 verkaufte Exemplare und erreichte außerdem Platz zwei der Album-Charts.
In Japan stieg das Album nach der Veröffentlichung auf Platz 105 in die Album-Charts ein und hielt sich in diesen fünf Wochen lang. In Südkorea wurden 5.800 Exemplare von t.A.T.u. Remixes verkauft.

## Kritik
Die russische Musikkritikerin Rita Skiter von InterMedia schrieb über das Album, dass die meisten Remixe kaum noch etwas von den ursprünglichen Liedern erkennen ließen. Die beiden Stücke Prostyje dwischenija und Ne wer, ne boisja wurden von Skiter als gut bewertet, und es sei überraschend, dass trotz der vielen Skandale und bandinternen Probleme noch zwei so gute Lieder entstanden seien. Nach Ansicht der Musikkritikerin könne es sich bei Prostyje dwischenija und Ne wer, ne boisja um die letzten beiden großen Hits von t.A.T.u. handeln. t.A.T.u. Remixes erhielt durch Skiter eine insgesamt positive Bewertung: „Das Ergebnis stellt nicht nur Fans von Elektropop zufrieden, sondern auch jene t.A.T.u.-Fans, die die letzten beiden Lieder der Gruppe besitzen wollen.“ Skiter sprach von „den letzten beiden Liedern der Gruppe“, da sie zum Veröffentlichungszeitpunkt ihrer Kritik nicht mit einem erfolgreichen Fortbestand des Duos rechnete, welches sich gerade von seinem Manager und Produzenten Iwan Nikolajewitsch Schapowalow getrennt, und die Aufnahmen zum zweiten russischsprachigen Album abgebrochen hatte.

## Titellisten

### Version für Asien, Russland und Europa
1. All the Things She Said (Blackpulke Remix) 4:15
2. All the Things She Said (Mark!’s Buzzin Mix) 8:14
3. All the Things She Said (Running And Spinning Remix By Guena LG & RLS) 6:15
4. All the Things She Said (Dave Aude Extension 119 Club Dub) 8:19
5. Not Gonna Get Us (Larry Tee Electroclash Mix) 6:21
6. Not Gonna Get Us (Richard Morel’s Pink Noise Vocal Mix) 8:12
7. Not Gonna Get Us (Thick Dick Vocal) 7:14
8. Not Gonna Get Us (Dave Audes Remix – Velvet Dub Aka Big Dub Mix) 7:16
9. 30 Minutes (Dave Aude Extension 119 Club Vocal) 7:59
10. Not Gonna Get Us (Remix-Video)

### Japanische Version
Die japanische Version wurde am 26. September 2003 veröffentlicht. Die Trackliste ist identisch mit der der europäischen und asiatischen Version, mit Ausnahme des ersten Remixes (Blackpulke Remix), der durch „DJ Monk’s After Skool Special“ ersetzt wurde. Dieser Song hat eine Dauer von sieben Minuten und sieben Sekunden.

### Russische Version
Die russische Ausführung von t.A.T.u. Remixes wurde am 25. November 2003 in der Ukraine veröffentlicht. Erst ein halbes Jahr später, im März 2004, kam sie schließlich auch in Russland selbst auf den Markt. Sie war sowohl als Einzel-CD und Doppel-CD, als auch als Doppel-CD mit zusätzlicher DVD erhältlich.
CD 1
1. All the Things She Said (Blackpulke Remix) 4:15
2. All the Things She Said (Mark!’s Buzzin Mix) 8:14
3. All the Things She Said (Running and Spinning Remix By Guena LG & RLS) 6:15
4. All the Things She Said (Extension 119 Club Dub) 8:19
5. Not Gonna Get Us (Larry Tee Electroclash Mix) 6:21
6. Not Gonna Get Us (Richard Morel’s Pink Noise Vocal Mix) 8:12
7. Not Gonna Get Us (Thick Dick Vocal) 7:14
8. Not Gonna Get Us (Dave Aude Remix – Velvet Dub Aka Big Dub Mix) 7:16
9. 30 Minutes (Dave Aude Extension 119 Club Vocal) 7:59
10. Prostyje dwischenija 3:58
11. Ne wer, ne boisja 3:04
12. Ne wer, ne boisja (Video)

CD 2
1. Ja soschla s uma (HarDrum Remix) 4:13
2. All the Things She Said (HarDrum Remix) 4:12
3. Nas ne dogonjat (HarDrum Remix) 3:52
4. 30 minut (HarDrum Remix) 4:04
5. 30 minut (Naked Mix Moscow Grooves Institute) 5:16
6. 30 minut (Raga Mix By That Black) 5:54
7. Maltschik-Gei (Fanky Mix By That Black) 5:05
8. All the Things She Said (Dave Aude Extension 119 Club Edit) 5:18
9. All the Things She Said (DJ Monk’s Breaks Mix) 6:06

DVD
- Die DVD beinhaltet eine Fotogalerie und die folgenden Musikvideos:

1. Ja soschla suma
2. Ja soschla s uma (HarDrum Remix)
3. Nas ne dogonjat
4. 30 minut
5. Prostyje dwischenija
6. All the Things She Said
7. All the Things She Said (HarDrum Remix)
8. Not Gonna Get Us
9. Not Gonna Get Us (HarDrum Remix)
10. 30 Minutes
11. How Soon Is Now?
12. Ne wer, ne boisja (Live at the 2003 MUZ TV Awards)
13. Nas ne dogonjat (Live at the 2003 MUZ TV Awards)

### Version für Taiwan
In Taiwan wurde das Album auf Kassette veröffentlicht.
Seite A
1. All the Things She Said (Blackpulke Remix)
2. All the Things She Said (Mark!’s Buzzin Mix)
3. All the Things She Said (Running and Spinning Remix By Guena LG & RLS)
4. All the Things She Said (Dave Aude Extension 119 Club Dub)
5. Not Gonna Get Us (Larry Tee Electroclash Mix)

Seite B
1. Not Gonna Get Us (Richard Morel’s Pink Noise Vocal Mix)
2. Not Gonna Get Us (Thick Dick Vocal)
3. Not Gonna Get Us (Dave Aude Remix – Velvet Dub Aka Big Dub Mix)
4. 30 Minutes (Dave Aude Extension 119 Club Vocal)